# Presidente de la República Checa
El presidente de la República Checa es el jefe de Estado de la República Checa. La mayor parte de sus funciones políticas son de carácter ceremonial. En la práctica su poder más influyente es la capacidad de veto que le permite devolver proyectos de leyes al parlamento pero este puede ser revocado por el poder legislativo.
La persona que ocupa la jefatura del Estado Checo es elegida en la elección directa para un mandato de cinco años y sólo puede ser reelegida una vez. Si un nuevo presidente no ha logrado ser elegido al término un mandato, algunos de sus poderes son asumidos por el primer ministro y otros por el líder de la Cámara de los Diputados.

## Potestades
Entre las prerrogativas que tiene el presidente se encuentran:
- Facultad de veto a la legislación del parlamento (excepto las leyes para modificar la Constitución), anulable por mayoría absoluta de la Cámara de Diputados.
- Nombrar a los jueces del Tribunal Supremo y Tribunal Constitucional
- Nombrar los miembros de la Junta Bancaria del Banco Nacional Checo
- Disolver la Cámara de Diputados, forzando su renovación por elección en no más de 60 días.
- Manejar las relaciones exteriores del país (con el consentimiento del gobierno)
- Nombrar jueces de tribunales inferiores (con el consentimiento del gobierno)
- Conceder amnistías (con el consentimiento del gobierno)
- Designar al presidente y vicepresidente de la Oficina Superior de Auditoría
- Comandante en jefe de las Fuerzas Armadas
- Conceder condecoraciones estatales (con el consentimiento del Parlamento)

## Inmunidad judicial
El artículo 65 (1) impide el juicio o la detención por cualquier delito penal o administrativo durante el ejercicio del cargo. El único tipo de enjuiciamiento permitido para un presidente en funciones es el de alta traición, que solo puede ser llevado a cabo por el Senado, y solo puede resultar en la destitución del cargo y una  prohibición de recuperar el cargo en una fecha posterior.

## Elección
El mandato del presidente es de 5 años. Un presidente recién elegido comenzará el mandato de cinco años el día de prestar juramento oficial. Los candidatos que se presenten a un cargo deben tener al menos 40 años de edad y no haber sido elegidos dos veces consecutivas. Dado que el único límite de mandato es que ninguna persona puede ser elegida más de dos veces "consecutivamente", una persona teóricamente puede alcanzar la presidencia "más" de dos veces.  Los posibles candidatos deben presentar peticiones con las firmas de 50.000 ciudadanos o ser nominados por 20 diputados o 10 senadores.
La constitución no prescribe una fecha específica para las elecciones presidenciales, pero estipula que las elecciones se realizarán en la ventana entre 30 y 60 días antes del final del mandato del presidente en funciones, siempre que haya sido convocada al menos 90 días antes del día de la elección seleccionada. En caso de muerte, renuncia o destitución de un presidente, la elección puede llevarse a cabo como mínimo 10 días después de haber sido convocada y como máximo 80 días después de que quede vacante el escaño presidencial. Si ningún candidato obtiene la mayoría, se lleva a cabo una segunda vuelta entre los dos candidatos principales.
La constitución hace concesiones específicas en caso de que no se elija un nuevo presidente.  Si no se ha elegido un nuevo presidente al final del mandato de un presidente, o si transcurren 30 días después de una vacante, algunos poderes se confieren al primer ministro, algunos se trasladan al presidente de la Cámara de Diputados o al presidente del Senado, si el parlamento se encuentra en estado de disolución en el momento de la vacante.
Las primeras elecciones presidenciales directas se llevaron a cabo del 11 al 12 de enero de 2013, con una segunda vuelta el 25 y 26 de enero.
Antes del 1 de octubre de 2012, el cargo era de elección indirecta por parte del Parlamento (Cámara de Diputados y el Senado) en votaciones separadas en cada cuerpo).

## Remoción del cargo
Además de la muerte, solo hay tres cosas que pueden afectar la destitución de un presidente:
1. El presidente puede renunciar mediante notificación al Presidente del Senado.[7]
2. El presidente puede ser considerado incapaz de ejercer sus funciones por "motivos graves" por resolución conjunta del Senado y la Cámara de Diputados[6] – aunque el presidente puede apelar al Tribunal Constitucional para anular esta resolución.[8]
3. El presidente puede ser acusado por el Senado por alta traición y condenado por el Tribunal Constitucional.[8]

## Sucesión
En el caso de que el presidente no pueda desempeñar sus funciones o si la presidencia queda vacante por cualquier motivo, las funciones se dividen entre el presidente de la Cámara de Diputados y el Primer ministro. Si la Cámara de Diputados se disuelve en ese momento, los deberes que normalmente recaen en el presidente de la Cámara recaerán en el presidente del Senado, quien también asume la responsabilidad del Presidente de convocar elecciones para la Cámara incluso cuando ésta no se disuelve.

## Lista de presidentes
| Espectro político     |
| --------------------- |
| Independiente ODS SPO |

| |  | Václav Havel (1936-2011) | 2 de febrero de 1993 | 2 de febrero de 2003 | Independiente | 1993 1998 |
| Puesto vacante asumen los poderes presidenciales el primer ministro y el presidente de la Cámara de Diputados (2 de febrero-7 de marzo de 1993) |  |                          |                      |                      |               |           |
| |  | Václav Klaus (1941-)     | 7 de marzo de 2003   | 7 de marzo de 2013   | ODS           | 2003 2008 |
| |  | Miloš Zeman (1944-)      | 8 de marzo de 2013   | 8 de marzo de 2023   | SPO           | 2013 2018 |
| |  | Petr Pavel (1961-)       | 9 de marzo de 2023   | Presente             | Independiente | 2023      |